# Barrage de Karun-4
 (novembre 2017).
Si vous disposez d'ouvrages ou d'articles de référence ou si vous connaissez des sites web de qualité traitant du thème abordé ici, merci de compléter l'article en donnant les références utiles à sa vérifiabilité et en les liant à la section « Notes et références ».
Le barrage Karun-4 est un barrage situé dans la préfecture d'Ardal, dans la province de Tchaharmahal-et-Bakhtiari à 180km au sud-ouest de la capitale provinciale Shahrekord en Iran.

## Description
Le barrage est alimenté par les rivières Bazoft et Armand. Il est associé à une centrale hydroélectrique de 1 000 MW.